# Rockbox

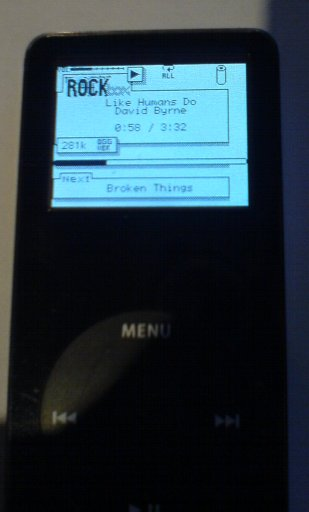
Rockbox op een iPod nano

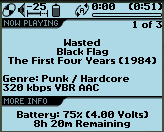
Rockbox op een iriver H120

Rockbox is een alternatieve opensourcefirmware voor mp3-spelers.
In Rockbox zitten extra functies die vaak niet al in de originele firmware van de mp3-speler zit. Rockbox werkt op veel mp3-spelers zoals de oude Archos mp3-spelers. Maar ook op nieuwere mp3-spelers zoals de iPod. 
Rockbox is uitgegeven onder de GPL .

## Ondersteunde apparaten in versie 3.3
- Apple: 1e tot 5,5e generatie iPod, iPod Mini en 1e generatie iPod Nano (niet de Shuffle, 2e/e generatie Nano, Classic of Touch)
- Archos: Jukebox 5000, 6000, Studio, Recorder, FM Recorder, Recorder V2 en Ondio
- Cowon: iAudio X5, X5V, X5L, M5 en M5L
- Reigncom: iRiver H100, H300 en H10 series
- Olympus: m:robe 100
- SanDisk: Sansa c200, e200 en e200R series (niet de v2 models/AMS modellen)
- Toshiba: Gigabeat X en F series (niet de S series)
- Nokia: N810, N900

## Ontwikkeling
Rockbox begon in 2001 als alternatieve firmware voor de Archos mp3-spelers. 
In 2005 begon Rockbox eraan om de alternatieve firmware ook te maken voor iriver h120/h140/h320/h340, iaudio X5/M5 en sommige iPods. Sinds 2006 werkt Rockbox op de meeste iPods: eerste tot en met vijfde generatie, inclusief het 80GB model. Rockbox werkt anno 2008 niet op de 2de en 3de generatie iPod nano's, iPod touch en iPod classic, en er is op dit ogenblik geen vooruitgang en actieve ontwikkeling.
Sinds 2007 werkt Rockbox ook op de SanDisk Sansa c200 en e200, alsook de Toshiba Gigabeat F20/40